# Fabian van Olphen
Fabian van Olphen (ur. 30 marca 1981 w Hadze) – holenderski piłkarz ręczny grający jako lewy rozgrywający. Obecnie występuje w Bundeslidze, w drużynie SC Magdeburg.

## Sukcesy
- Puchar EHF:
  -  2007